# زعورة
زعورة هي إحدى القرى المحتلة والمدمرة التابعة لمركز مسعدة التابع لمحافظة القنيطرة في هضبة الجولان بجنوب غرب سوريا.

قرية في الجولان، تتبع ناحية مسعدة، منطقة ومحافظة القنيطرة (2114ن عام 1967-720م).
تقع على المنحدر الغربي لهضبة الجولان، وتشرف على سهل الحولة، فيما يطل عليها جبل الشيخ من الشمال، إلى الغرب من بلدة مسعدة ب16 كم، وهي تبعد 22 كم عن مدينة القنيطرة باتجاه الشمال الغربي. إعمارها يعود إلى القرن التاسع عشر قام به جماعة مهاجرة من الجبال الساحلية. تربتها بركانية حمراء خصبة، تزرع بالحبوب والبقول بعلاً، وبالخضار (كالبندورة) والصبار ريّاً، وتربى فيها الأبقار والأغنام، يشرب أهلها من مياه الآبار شتاءً، ومن مياه قرية عين فيت المجاورة صيفاً.